# Syrien vid världsmästerskapen i simsport 2024
Syrien tävlade vid världsmästerskapen i simsport 2024 i Doha i Qatar mellan den 2 och 18 februari 2024. Syrien hade en trupp på tre idrottare, varav en kvinna och två män.

## Tävlande per sport
Följande är en lista över antalet tävlande per sport.
| Sport   | Herrar | Damer | Totalt |
| ------- | ------ | ----- | ------ |
| Simning | 2      | 1     | 3      |
| Totalt  | 2      | 1     | 3      |

## Simning
Herrar
| Idrottare      | Gren           | Heat    | Heat      | Semifinal        | Semifinal        | Final            | Final            |
| Idrottare      | Gren           | Tid     | Placering | Tid              | Placering        | Tid              | Placering        |
| -------------- | -------------- | ------- | --------- | ---------------- | ---------------- | ---------------- | ---------------- |
| Osama Trabulsi | 100 m frisim   | 54,49   | 82        | Gick inte vidare | Gick inte vidare | Gick inte vidare | Gick inte vidare |
| Osama Trabulsi | 100 m bröstsim | 1.08,62 | 65        | Gick inte vidare | Gick inte vidare | Gick inte vidare | Gick inte vidare |
| Omar Abbass    | 200 m frisim   | 1.54,28 | 50        | Gick inte vidare | Gick inte vidare | Gick inte vidare | Gick inte vidare |
| Omar Abbass    | 400 m frisim   | 4.03,21 | 41        | —                | —                | Gick inte vidare | Gick inte vidare |

Damer
| Idrottare     | Gren            | Heat    | Heat      | Semifinal        | Semifinal        | Final            | Final            |
| Idrottare     | Gren            | Tid     | Placering | Tid              | Placering        | Tid              | Placering        |
| ------------- | --------------- | ------- | --------- | ---------------- | ---------------- | ---------------- | ---------------- |
| Inana Soleman | 200 m fjärilsim | 2.23,21 | 23        | Gick inte vidare | Gick inte vidare | Gick inte vidare | Gick inte vidare |
| Inana Soleman | 200 m medley    | 2.27,15 | 23        | Gick inte vidare | Gick inte vidare | Gick inte vidare | Gick inte vidare |